# Monaster Leśniańskiej Ikony Matki Bożej w Chavincourt-Provemont
Monaster Leśniańskiej Ikony Matki Bożej w Chauvincourt-Provemont – żeński klasztor prawosławny w Chauvincourt-Provemont. Powstał on jako kontynuacja tradycji monasteru Narodzenia Matki Bożej w Leśnej. Po powstaniu Rosyjskiego Kościoła Prawosławnego poza granicami Rosji monaster wstąpił w jego jurysdykcję. Po zjednoczeniu tej struktury z patriarchatem moskiewskim zakonnice z monasteru wystąpiły z Kościoła i ogłosiły przejście pod zwierzchnictwo niekanonicznego Rosyjskiego Kościoła Prawdziwie Prawosławnego, w którym pozostają do dziś.

## Historia

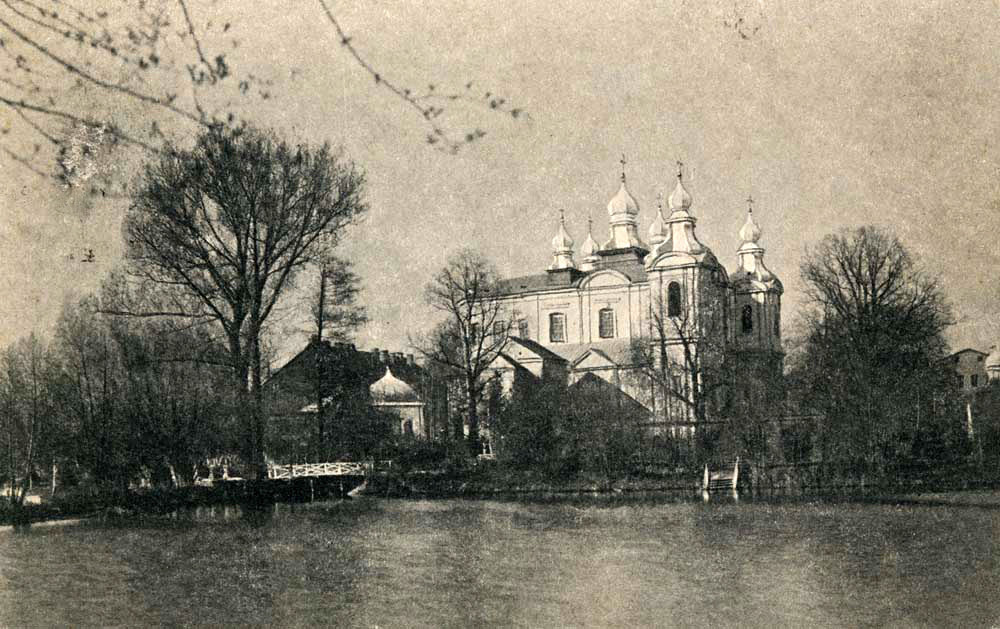
Widok nieistniejącego dziś monasteru w Leśnej w 1909

Monaster w Chauvincourt-Provemont kontynuuje tradycję monasteru Narodzenia Matki Bożej w Leśnej, powołanego w 1889 z błogosławieństwa arcybiskupa warszawskiego i nadwiślańskiego Leoncjusza (Lebiedinskiego).
Rozproszona po bieżeństwie i okrojona wspólnota monastyczna, która skupiała się nadal wokół przełożonej, mniszki Teodory (Lwowej), znalazła się – po pobycie w Petersburgu, Serbii i Besarabii – w Jugosławii. W 1950 zakonnice uzyskały zgodę na wyjazd do Francji, gdzie w 1967 nabyły osiemnastowieczną posiadłość w Provemont w Normandii. W uzyskaniu pozytywnej decyzji w sprawie opuszczenia Jugosławii, jak i w późniejszej organizacji monasteru we Francji znacząco pomógł mniszkom fakt, że wiele z nich pochodziło z arystokratycznych rodzin rosyjskich, jak również wsparcie wiernych eparchii genewskiej i zachodnioeuropejskiej Rosyjskiego Kościoła Prawosławnego poza granicami Rosji. Ich monaster od początku swojego istnienia był ważnym celem pielgrzymek, głównie ze względu na przechowywaną w nim Leśniańską Ikonę Matki Bożej, zaś do 1996 także relikwie św. Atanazego Brzeskiego. Na początku XXI w. w monasterze przebywało 13 mniszek i 14 posłusznic. 
W monasterze kilkakrotnie odbywał się sobór archijerejski Rosyjskiego Kościoła Prawosławnego poza granicami Rosji. Monaster sprzeciwiał się działaniom metropolity Ławra, dążącego do zjednoczenia Kościoła z patriarchatem moskiewskim, a cztery lata po podpisaniu przez obydwa Kościoły aktu jedności kanonicznej, w 2007, przeszedł do Rosyjskiego Kościoła Prawdziwie Prawosławnego. 

## Przełożone monasteru
- Katarzyna (imię świeckie: Jewgienija Borisowna Jefimowska) (1885—1925), przełożona monasteru w Leśnej
- Nina (Natalja Grigorjewna Kosakowska) (1925—1949)
- Teodora (księżna Nina Lwowa), 1949–1976
- Magdalena (Nina Pawłowna Grabbe), 1976–1987
- Atanazja (Jelena Pawłowna Gutenberg), 1987–1993
- Makryna (Marpa Karłowna Chołmowa), 1993-2019
- Eufrozyna (Molczanowa) (od 2019)